# 727 до н. е.

## Події
Початок правління царя Ассирії Шульману-ашареда V. Негайно розпочалося повстання фінікійських міст та палестинських царств на чолі з Тіром. Втім, більшість повстанців при наближенні ассирійської армії перейшли на її бік. Цар змусив острівне місто-державу Арвад надати йому кораблі для облоги Тіру, яка втім була неуспішною.

### Астрономічні явища
- 11 січня. Кільцеподібне сонячне затемнення.[1]
- 7 липня. Повне сонячне затемнення.[1]
- 31 грудня. Кільцеподібне сонячне затемнення.[1]